# De vogels van Holland
A De vogels van Holland (magyarul: Hollandia madarai) egy dal, amely Hollandiát képviselte az 1956-os Eurovíziós Dalfesztiválon. A dalt Jetty Paerl adta elő holland nyelven. Ez volt Hollandia első szereplése a versenyen.
A dal az április 24-én tartott holland nemzeti döntőn nyerte el az indulás jogát. Az 1956-os versenyen rendhagyó módon mindegyik ország két dallal vett részt. A másik holland induló Corry Brokken Voorgoed voorbij című dala volt.
A dal a francia sanzonok stílusában íródott, melyben az énekes arról beszél, hogy a világon sehol sem olyan muzikálisak a madarak, mint Hollandiában.
A május 24-én rendezett döntőben a fellépési sorrendben elsőként adták elő, a svájci Lys Assia Das alte Karussell című dala előtt. Ezzel ez a dal az Eurovíziós Dalfesztivál történetének legelső dala.
Az 1956-os verseny volt az egyetlen, ahol nem tartottak nyílt szavazást, hanem a szavazatok összesítése utána a zsűri elnöke bejelentette, hogy melyik dal végzett az első helyen. Így nem lehet tudni, hogy milyen eredményt ért el a dal a szavazás során, azon kívül, hogy nem nyert.